# Calimera

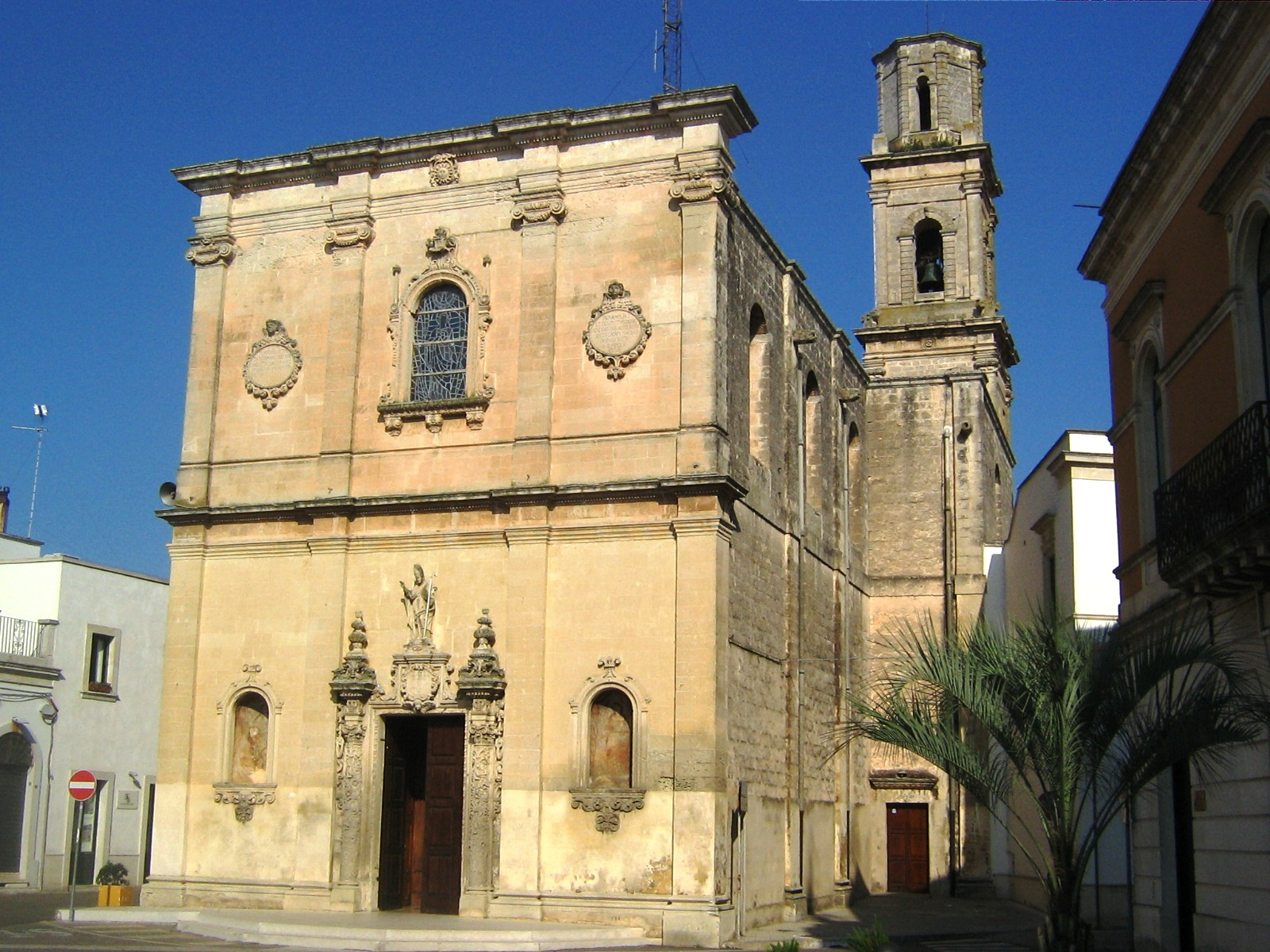

Calimera (griechisch Καλημέρα, auf Deutsch: „Guten Morgen“) ist eine italienische Gemeinde der Provinz Lecce in der Region Apulien mit 6698 Einwohnern (Stand 31. Dezember 2023).
Die Nachbargemeinden sind Caprarica di Lecce, Carpignano Salentino, Castri di Lecce, Martano, Martignano, Melendugno, Vernole und Zollino.
Calimera ist ein Zentrum des Griko, einem griechischen Dialekt, der u. a. im Salento gesprochen wird.
Calimera liegt an der alten antiken Straße, die Otranto, Lecce und Brindisi miteinander verbindet.